# George L. Barker

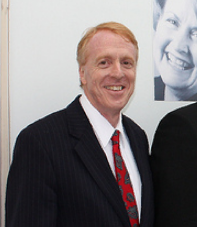
George L. Barker (2009)

George Lincoln Barker (* 24. August 1951 in Eldorado, Illinois) ist ein US-amerikanischer Politiker (Demokratische Partei). Seit 2008 ist er Senator im Senat von Virginia und vertritt dort den 39. Distrikt.

## Leben
Barker besuchte das Harvard College und erhielt dort einen Bachelor of Arts in Wirtschaftswissenschaft und Public Health. Danach setzte er sein Studium an der Harvard University fort und schloss es mit einem Master of Science in Gesundheitspolitik und Management ab.
Barker war nun im Gesundheitswesen tätig und arbeitete mehr als drei Jahrzehnte für die Health Systems Agency of Northern Virginia. Im Jahr 2007 wurde er erstmals in den Senat von Virginia gewählt. Barker setzte sich hierbei gegen den republikanischen Amtsinhaber Jay O’Brien durch. 2011 erfolgte Barkers Wiederwahl.
Barker ist verheiratet und hat zwei Kinder, einen Sohn und eine Tochter. Des Weiteren waren seine Frau und er Pflegeeltern für 13 Kinder.